# Lasioglossum marinum
Lasioglossum marinum là một loài Hymenoptera trong họ Halictidae. Loài này được Crawford mô tả khoa học năm 1904.

## Hình ảnh

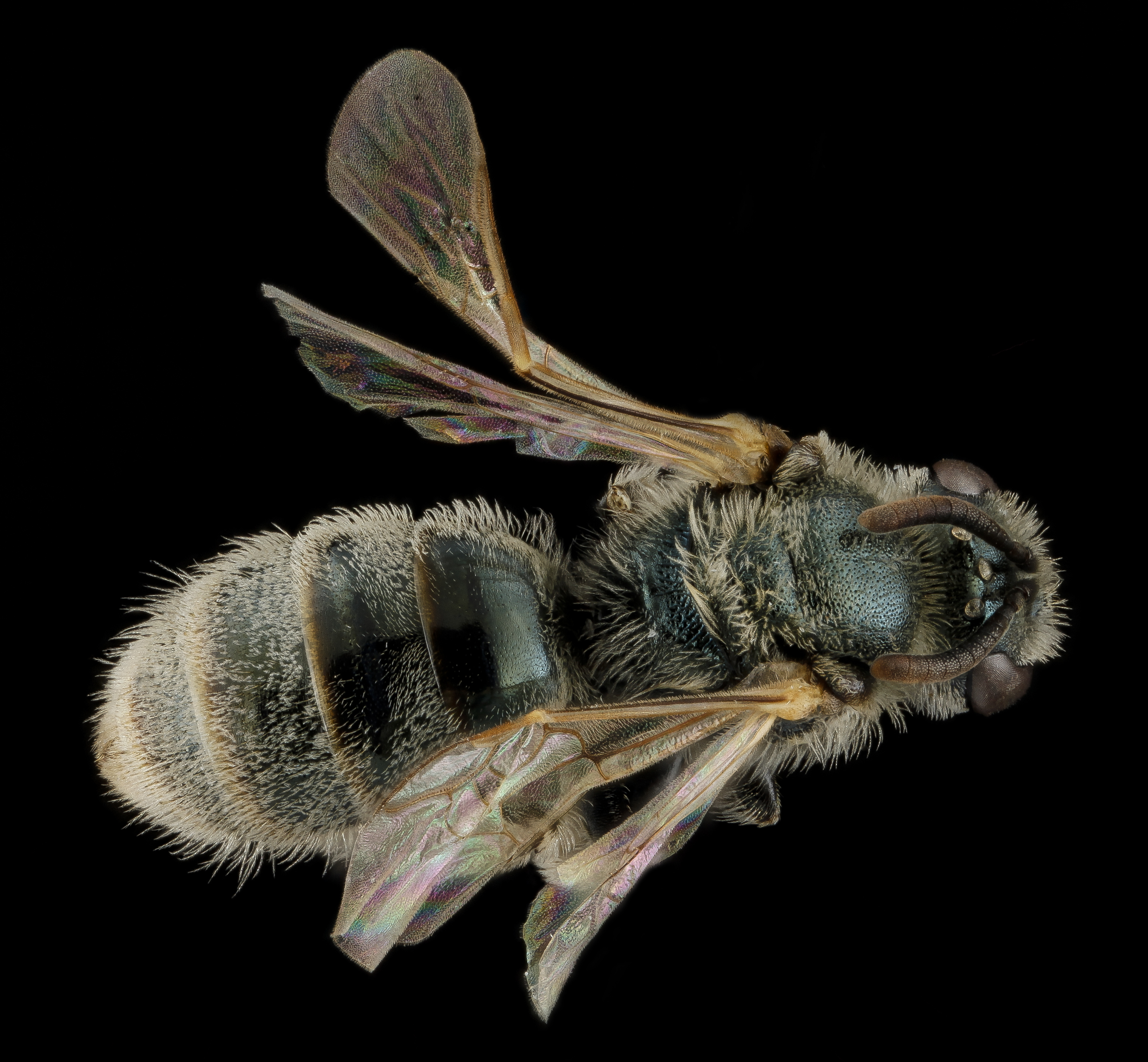